# UFC on ESPN: Whittaker vs. Till
UFC on ESPN: Whittaker vs. Till (también conocido como UFC on ESPN 14 y UFC Fight Island 3) fue un evento de artes marciales mixtas producido por Ultimate Fighting Championship que tuvo lugar el 26 de julio de 2020 en el du Forum de la isla de Yas, en Abu Dhabi, Emiratos Árabes Unidos.

## Antecedentes
Este evento fue el cuarto y último de UFC Fight Island que tuvo lugar en la isla de Yas, tras UFC 251, UFC on ESPN: Kattar vs. Ige y UFC Fight Night: Figueiredo vs. Benavidez 2, como parte de un plan para facilitar la celebración de eventos en los que participen luchadores afectados por las restricciones de viaje de Estados Unidos relacionadas con la pandemia de COVID-19.
El combate de Meso Medio entre el ex Campeón de Peso Medio de la UFC Robert Whittaker (también ganador del Peso Wélter de The Ultimate Fighter: The Smashes) y el ex aspirante al Campeonato de Peso Wélter de la UFC Darren Till sirvió de cabeza de cartel del evento.
El evento también incluyó a luchadores que fueron retirados de otros eventos previamente cancelados, así como los siguientes combates:
- Combate de Peso Semipesado entre el ex Campeón de Peso Semipesado de la UFC Maurício Rua (también campeón del Gran Premio de Peso Medio de la PRIDE en 2005) y Antônio Rogério Nogueira.[4] La pareja se enfrentó previamente en PRIDE Critical Countdown 2005 y en UFC 190, con la victoria de Rua en ambos combates.[5] El combate estaba programado para la fecha original del 9 de mayo de UFC 250 que luego se convirtió en UFC 249, pero se canceló debido a la reubicación del evento.[6] Nogueira anunció que planeaba retirarse después de este combate.[7]
- Un combate de Peso Gallo Femenino entre la ex aspirante al título Bethe Correia y Pannie Kianzad.[8] Este combate también estaba programado para la fecha original del 9 de mayo de UFC 250 y fue eliminado por las mismas razones que la pelea anterior.[6]
- Un combate de Peso Wélter entre Danny Roberts y Nicolas Dalby.[9] Estaba previsto que se enfrentaran en UFC Fight Night: Woodley vs. Edwards, pero el evento fue el primero de los cinco que se cancelaron debido a la pandemia de COVID-19.[10] Sin embargo, Roberts se vio obligado a retirarse de la tarjeta debido a una lesión y fue sustituido por el veterano Jesse Ronson, que regresó.[11]
- Un combate de Peso Pesado entre Tom Aspinall y Jake Collier.[9] Esta pelea también estaba programada para UFC Fight Night: Woodley vs. Edwards y eliminada por las mismas razones que la anterior.[10]

Se esperaba un combate en el Peso Wélter entre Ramazan Emeev y Shavkat Rakhmonov. Sin embargo, Rakhmonov se vio obligado a retirarse por lesión el 2 de julio y fue sustituido por Niklas Stolze.
Se esperaba que Umar Nurmagomedov se enfrentara a Nathaniel Wood en un combate de peso gallo en este evento. Sin embargo, se retiró el 3 de julio después de que su tío, Abdulmanap Nurmagomedov (también el padre del ex Campeón de Peso Ligero de la UFC, Jabib Nurmagomédov), muriera por complicaciones relacionadas con el COVID-19. Fue sustituido por el recién llegado a la promoción John Castañeda.
El combate de Peso Paja Femenino entre la ex Campeona de Invicta FC y de UFC Carla Esparza y Marina Rodríguez estaba programado para UFC on ESPN: Kattar vs. Ige nueve días antes. Sin embargo, una esquinera de Rodríguez dio positivo por COVID-19 y el combate se canceló. El análisis de Rodríguez dio negativo, pero el combate se canceló por precaución. Fueron reprogramados para este evento.
Se esperaba que Justin Tafa se enfrentara a Raphael Pessoa en un combate de Peso Pesado en este evento. Sin embargo, se retiró el 15 de julio por razones desconocidas y fue sustituido por Tanner Boser.
En el pesaje, Francisco Trinaldo pesó 160 libras, cuatro libras por encima del límite de Peso Ligero sin título. Su combate se llevó a cabo en un Peso Capturado y fue multado con el 30% de su bolsa, que fue a parar a su oponente Jai Herbert.

## Resultados
1. ↑  Originalmente una victoria por sumisión (estrangulamiento por detrás) para Ronson; anulada después de que diera positivo por metandienona.

## Premios de bonificación
Los siguientes luchadores recibieron bonificaciones de $50000 dólares.
- Pelea de la Noche: No se concedió ninguna bonificación.
- Actuación de la Noche: Fabrício Werdum, Paul Craig, Khamzat Chimaev, Jesse Ronson, Tom Aspinall y Tanner Boser

## Récords establecidos
Los 15 combates del evento empataron con UFC 2 como la mayor cantidad en una sola tarjeta en la historia de UFC.
Khamzat Chimaev batió el récord de mayor rapidez entre las victorias de la UFC con 10 días (sin incluir los torneos de una noche durante los primeros días de la UFC).

## Consecuencias
El 18 de noviembre, la Agencia Antidopaje de los Estados Unidos (USADA) anunció que Jesse Ronson había sido suspendido durante 20 meses después de que diera positivo por metandienona en una prueba fuera de competición realizada el 22 de julio y de que no revelara su uso de la sustancia en sus documentos de incorporación antes de reincorporarse a la UFC. Su suspensión es retroactiva a la prueba fallida, lo que significa que será autorizado a competir el 22 de marzo de 2022. También anunciaron que la victoria de Ronson fue anulada a un sin respuesta debido a la violación.